# Eugerdella ischnomesoides
Eugerdella ischnomesoides är en kräftdjursart som beskrevs av Robert Raymond Hessler 1970. Eugerdella ischnomesoides ingår i släktet Eugerdella och familjen Desmosomatidae. Inga underarter finns listade i Catalogue of Life.